# Friedrich Stadler
 (février 2023).
Pour les articles homonymes, voir Stadler.
Friedrich Stadler (né le 17 juillet 1951 à Zeltweg, en Styrie) est un historien et philosophe autrichien, professeur retraité d'histoire et de philosophie des sciences à l'université de Vienne. Il est spécialiste de l'histoire du Cercle de Vienne, fondateur en 1991 de l'Institut Wiener Kreis puis directeur depuis 2017 de la Société du Cercle de Vienne [Wiener Kreis Gesellschaft].

## Biographie
Friedrich Stadler fait des études de philosophie, psychologie, sciences de l'éducation et d'histoire à l'université de Graz et de Salzbourg. II obtient un master de philosophie en 1977 puis il est professeur dans l'enseignement secondaire de 1978 à 1987. Il soutient sa thèse de  doctorat en 1982 et une thèse d'habilitation en 1994,.
Il est professeur de philosophie et d'histoire des sciences à l'université de Vienne, retraité depuis 2018 et il est attaché à l'Institut Wiener Kreis, fondé en 1991 et qu'il dirige de 2011 à 2018. Il dirige depuis 2017 la Société du Cercle de Vienne (Wiener Kreis Gesellschaft)
Il s'intéresse à l'histoire et la philosophie des sciences entre les deux guerres, et particulièrement au Cercle de Vienne auquel il a consacré un ouvrage,.

## Distinctions
Stadler est fait officier de l'ordre du Mérite autrichien en 2014. Il reçoit la médaille Jan Patočka de l'Académie tchèque des sciences en 2016, et la médaille George Sarton pour l'histoire des sciences de l'université de Gand en 2017.

## Publications
- Vom Positivismus zur 'Wissenschaftlichen Weltauffassung'. Am Beispiel der Wirkungsgeschichte von Ernst Mach in Österreich von 1895 bis 1934, Vienne/Munich, Löcker, 1982  (ISBN 3-85409-038-2)[12]
- Studien zum Wiener Kreis. Ursprung, Entwicklung und Wirkung des Logischen Empirismus im Kontext Suhrkamp, Francfort-sur-le-Main 1997  (ISBN 3-518-58207-0), rééd. Springer 2015  (ISBN 978-3-319-16047-4)[13],[14]
- The Vienna Circle. Studies in the Origins, Development, and Influence of Logical Empiricism., Wien & New York, Springer, 2001.  (ISBN 3-211-83243-2), rééd. Springer 2015  (ISBN 978-3-319-16560-8)[15]